# شولميث

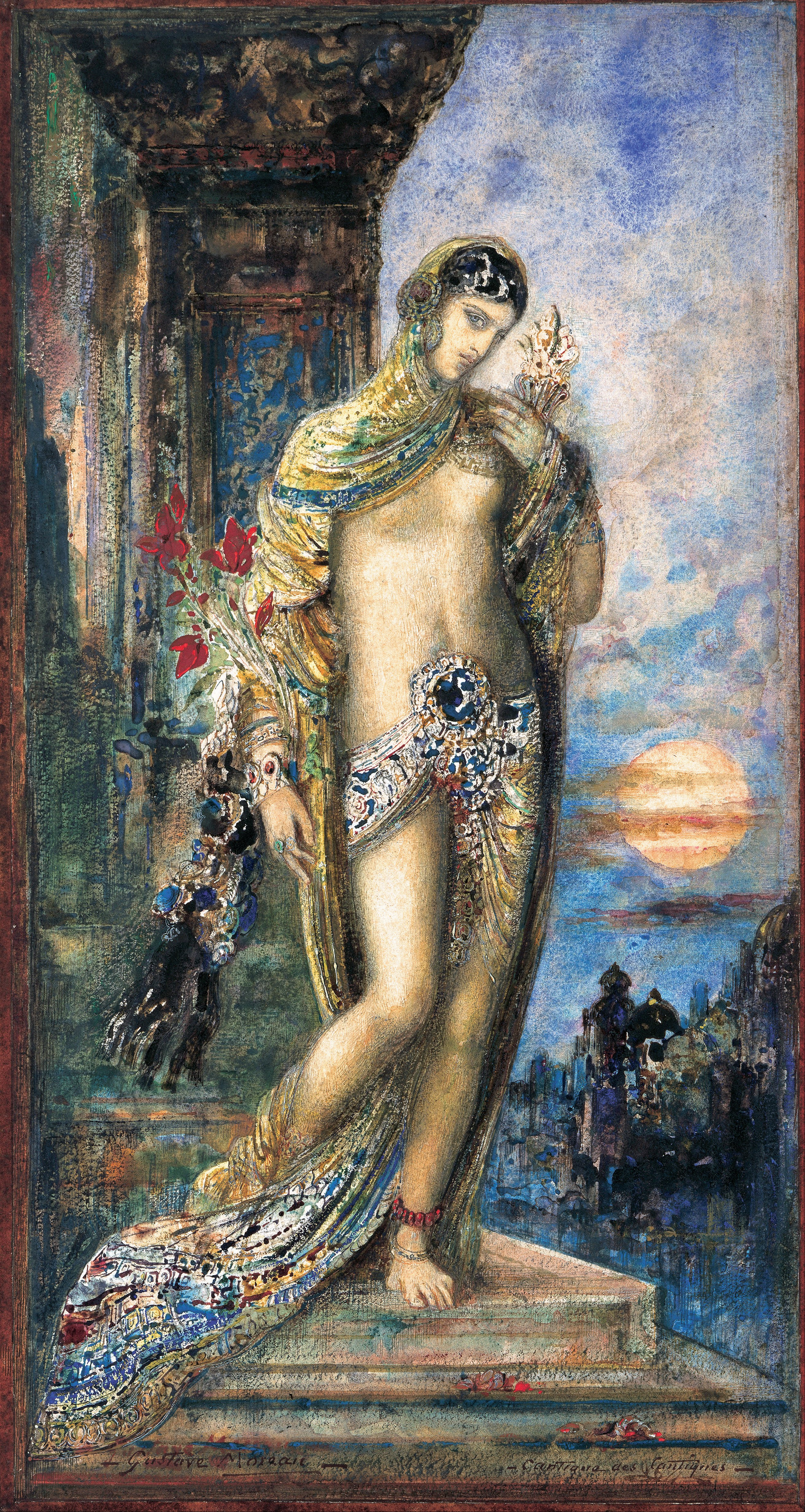

شُولَمِّيثَ (الإنجليزية: Shulamite - العبرية: השולמית) الراعية التي ورد ذكرها مع حبيبها الراعي والملك سليمان في سفر نشيد الأنشاد، وهو من الأسفار الشعرية في العهد القديم. وهي من شونم Shunem التي هي شولم. وهي اليوم سولم. ويعتقد أن هذا الاسم هو مؤنث «سليمان» في العبرية. وهي، وفقاً للكنيسة، تمثل الشخصية الرمزية التي تصور النفس البشرية والكنيسة. وعلى الرغم من الإغراءات التي قدمها لها الملك سليمان، إلا أنها لم تتخل عن حبيبها وظلت مخلصة له.
(سفر نشيد الأنشاد 6: 13) اِرْجِعِي، ارْجِعِي يَا شُولَمِّيثُ. ارْجِعِي، ارْجِعِي فَنَنْظُرَ إِلَيْكِ. مَاذَا تَرَوْنَ فِي شُولَمِّيثَ، مِثْلَ رَقْصِ صَفَّيْنِ؟